# Anne-Marie Drosso
Anne-Marie Drosso, née en 1951, est une romancière égyptienne d'expression anglaise.

## Biographie
Issue d'une famille d'origine syro-italienne, Anne-Marie Drosso est née en 1951 au Caire. Elle y grandit jusqu'à ses vingt-deux ans. Elle gagne alors la Colombie-Britannique au Canada, pour y poursuivre des études d'économie puis de droit,.
Elle travaille par la suite dans un tribunal administratif. Elle revient en Égypte en 1999, et quelques années plus tard commence à écrire des romans et des nouvelles. Elle s'installe ensuite à Vancouver au Canada, avec son époux, puis en Californie.
Ses œuvres romanesques, en langue anglaise, ont pour cadre l'Égypte contemporaine. Un premier recueil de nouvelles, Cairo Stories, publié en 2007, raconte les sensations du Caire moderne, du début des années 1930 à nos jours, mais aussi les sentiments plus universels des personnages. Suit un roman publié en 2009, In Their Father's Country, décrivant le parcours de deux sœurs ayant grandi dans le Caire des années 1920, et leurs émotions,. Enfin, en 2018 paraît un nouveau recueil de 14 nouvelles, Hookah Nights: Tales from Cairo, où elle évoque la vie en Égypte, de la présidence de Gamal Abdel Nasser dans les années 1950 à la période qui suit la révolution égyptienne de 2011,.

## Publications
- 2007 : Cairo Stories, Telegram Books, recueil de nouvelles
- 2009 : In Their Father's Country, Telegram Books, roman
- 2018 : Hookah Nights: Tales from Cairo, Darf Publishers, revueil de nouvelles